# Stachys tysonii
Stachys tysonii là một loài thực vật có hoa trong họ Hoa môi. Loài này được Skan miêu tả khoa học đầu tiên năm 1910.